# Дуглас Жуніор
Дуглас Жуніор да Сілва Негрейрос, більш відомий як Дуглас Жуніор (нар. 15 жовтня 1988, Гуамаре) — казахський футзаліст бразильського походження.

## Досягнення
- Кубок УЄФА:
  - Кайрат: 2014–2015
- Міжконтинентальний кубок:
  - Кайрат: 2015